# Pedro Garrido Romero

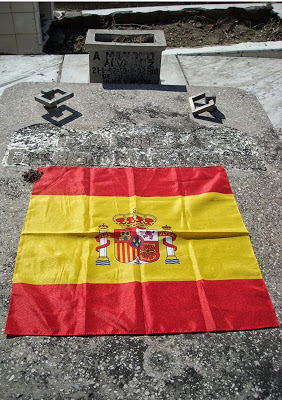
Pateón de Pedro Garrido en Cuba

Pedro Garrido Romero es un militar español nacido en Villamartín (Cádiz) en 1848 y fallecido en 1898 en Cuba.

## Biografía
Soldado presente en la guerra de Cuba, intervino en la zona de Yateras en la persecución de Antonio Maceo y Crombet, donde murió este último. 
Al mando de las Escuadras de Santa Catalina del Guaso, el 13 de mayo de 1895, participó en la acción de Jovitos, rompiendo el cerco en el que más de 2000 cubanos habían atrapado a la columna del teniente coronel Bosh y rechazándolos hasta la otra orilla del río Jaibo. Por este acción fue condecorado con la Cruz de San Fernando, tal como publica el Diario Oficial del Ministerio de la Guerra, el 7 de febrero de 1898.
Se distinguió en otras acciones de guerra.
Obtuvo la Laureada de San Fernando, cruz de primera clase del Mérito Militar, la de María Cristina y varias pensionadas. Fue enterrado en un panteón que le ofreció la población de Guantánamo (Cuba).